# Fikre Selassie Wogderess
Pour les articles homonymes, voir Selassié.
Fikre Selassie Wogderess (Ge'ez: ፍቅረ ሥላሴ ወግደረስ) (né le 13 juillet 1945 et mort le 12 décembre 2020) est un homme politique éthiopien, premier Premier ministre du 10 septembre 1987 au 8 novembre 1989.

## Biographie
Fikre Selassie Wogderess est l'un des membres les plus obscurs du Derg jusqu'au coup d'État du 3 février 1977, au cours duquel le secrétaire général, Tafari Benti, est tué ainsi que sept autres membres du Derg. Le coup d'État l'élève (Bahru Zewde note « selon certaines sources une quasi-exécution en raison d'une identité erronée ») au rang de secrétaire général, poste auquel il dissipait parfois « l'atmosphère de flagornerie totale » avec sa « disposition partiellement indépendante ». 
En tant que Premier ministre, Fikre Selassie se rend au Caire en novembre 1988 pour améliorer ses relations avec l'Égypte et exprimer son soutien à la proposition égyptienne de négocier un règlement de la guerre avec l'Érythrée. En novembre 1989, le président Mengistu Haile Mariam ordonne de le démettre de ses fonctions, après l'avoir critiqué trois jours auparavant lors d'une réunion du Politburo du Parti des travailleurs d'Éthiopie, affirmant « qu'il n'y a personne comme Fikre Sélassie, qui siège sans rien faire. Une fois, il était assis ici à lire un magazine. Il n'est ni antirévolutionnaire ni criminel, ni conspirateur. Mais il est instable et même impoli. Il est également expulsé pour des raisons disciplinaires. ».
Après la fin de la guerre civile éthiopienne, Fikre Selassie était l'un des 46 anciens dirigeants du PDRE qui ont été jugés en personne à partir du 19 avril 1996 pour meurtre, génocide et crimes contre l'humanité par la république fédérale démocratique d'Ethiopie ; 22 autres personnes, y compris Mengistu en exil, ont été accusées par contumace lors du même procès. Le procès s'est terminé le 26 mai 2008 et Fikre Selassie Wogderess a été condamné à mort. En décembre 2010, le gouvernement éthiopien a commué la peine de mort prononcée contre Fikre Selassie et 23 autres responsables du Derg. Le 4 octobre 2011, il est libéré avec 16 autres de ses anciens collègues après vingt ans d'incarcération. Le gouvernement éthiopien a libéré presque tous les fonctionnaires du Derg emprisonnés pendant 20 ans.